# Katarina Kosača-Kotromanić

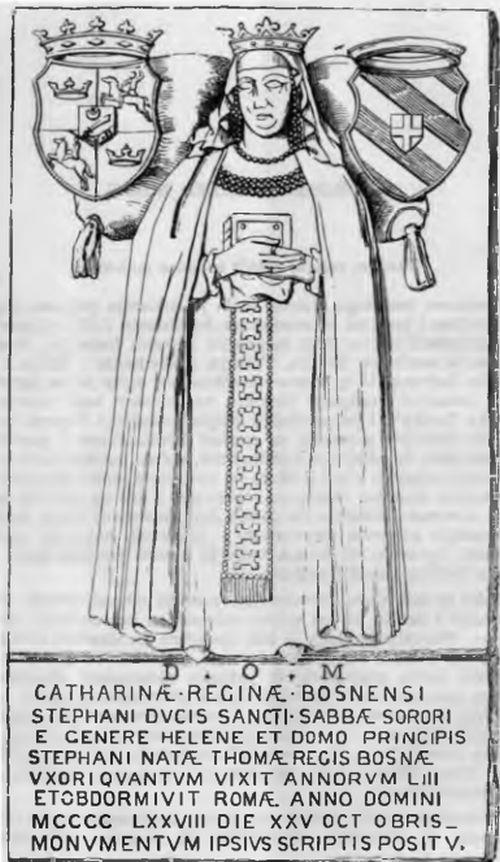
Älteste Darstellung der Katarina Kosača-Kotromanić, nach der Grabplatte gezeichnet im Jahr 1677.

Katarina Kosača-Kotromanić (* 1424 in der Festung Stjepan grad, heute Blagaj (Mostar), Herzegowina; † 25. Oktober 1478 in Rom) war die vorletzte Königin von Bosnien. Katarina war die Tochter von Stjepan Vukčić Kosača und Jelena Balšić, die Familie ihres Vaters war traditionell römisch-katholisch. Katarina ist eine Selige der römisch-katholischen Kirche. Ihr Gedenktag ist der 25. Oktober.

## Leben

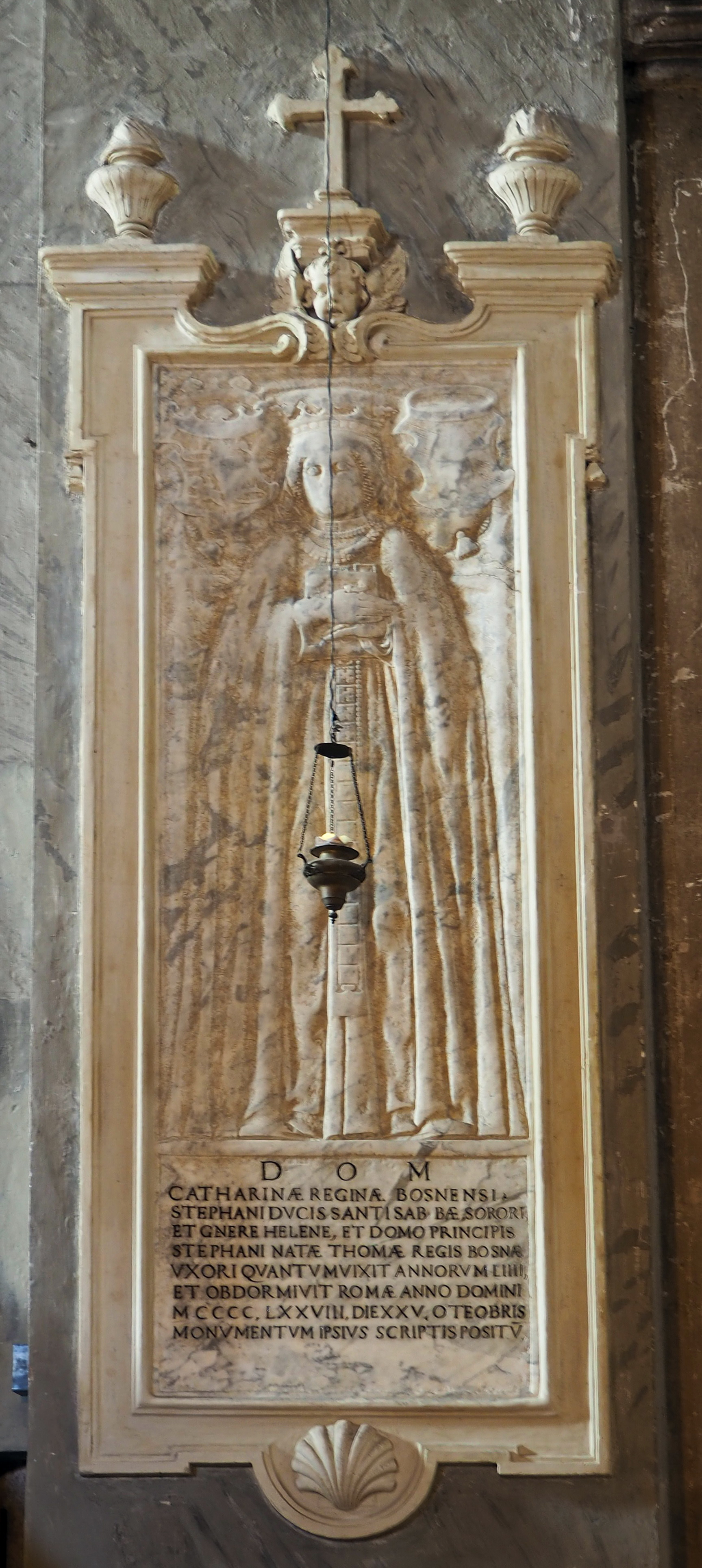
Grabplatte der Königin in der Kirche Santa Maria in Aracoeli, Rom (2016).

Mit ihrem Mann Stjepan Tomaš Kotromanić, dem König von Bosnien, hatte sie zwei Kinder, den Sohn Šimun und die Tochter Katarina. Bis zum Ende des bosnischen Königreiches residierte sie in Kraljeva Sutjeska. Im Jahre 1463 unterwarf sich ihr Stiefsohn Stjepan Tomašević, der letzte König von Bosnien, dem Osmanischen Reich. Nach seiner Hinrichtung 1463 in Carevo Polje bei Jajce durch die Osmanen floh Königin Katarina nach Rom. Ihre beiden Kinder gerieten in türkische Gefangenschaft.
Auf ihrer Flucht kam Königin Katarina nach Kupres. Dort sammelte sie nochmals Streitkräfte für den Kampf gegen die Osmanen. In dieser Zeit ließ sie die Kirche der Heiligen Dreieinigkeit im Ort Vrila (heute Otinovci) erbauen. Nach kurzer Zeit musste Katarina auch von Kupres über Konjic und Ston nach Dubrovnik auf die Insel Lopud flüchten. Dort hinterließ sie den Säbel von Stjepan Tomaš Kotromanić mit der Bitte, diesen für ihren Sohn Šimun aufzubewahren, bis er aus der Gefangenschaft befreit werde, damit er mit dem Säbel seines Vaters in der Hand seine Erblande von den Osmanen befreien könne.
Als die Stadt Dubrovnik ebenfalls in Gefahr geriet, Teil des Osmanischen Reiches zu werden, verließ die Königin um 1465 die Stadt und kam nach Rom. Dort wirkte sie bis zu ihrem Tod für die Befreiung ihres Königreichs. Ihr Bruder Fürst Vlatar Pećanač ertrank 1469 in der Adria. Seine Frau und seine Töchter flüchteten und wurden von den Osmanen gefangen. Den Lebensabend verbrachte Katarina als Ordensschwester bzw. Nonne des Franziskanerklosters Ara Coeli in Rom.
Ohne ihre Absetzung als Königin je anerkannt zu haben, starb Katarina Kosača-Kotromanić am 25. Oktober 1478 in Rom. Ihr Leichnam ruht in der römischen Kirche Santa Maria in Aracoeli. In ihrem Testament hinterließ sie Bosnien ihren Kindern, falls diese zum römisch-katholischen Glauben zurückkehrten; andernfalls solle ihr Land an den Heiligen Stuhl, also den Vatikan fallen. Als einzige legitime Erbin der bosnischen Krone bestimmte Kosača-Kotromanić in ihrem Vermächtnis vom 20. Mai 1478 den Papst Sixtus IV. und seine Nachfolger als Erben Bosniens und des bosnischen Thrones.
1996 gab die Post des Landes Bosnien-Herzegowina eine Briefmarke zu ihren Ehren aus.

## Werk
Als bosnische Königin stiftete sie mehrere Kirchen. Als Beispiele sind die Kirche der heiligen Maria in Greben bei Krupa na Vrbasu, die heilige Dreifaltigkeit in Kupres (1447), die heilige Maria bei Kotor Varoš und die Kirche des heiligen Georg (svetog Jurja) in Jezero zu nennen. Auf dem Fundament der Kirche der hl. Katharina in Jajce (welche die Monarchin selber erhoben hatte) wurde später eine Moschee erbaut.

## Kontakte zum Vatikan
Im Dezember 1458 schrieb Katarina Kosača-Kotromanić nach Rom an den Heiligen Stuhl und bat darin für ihre Kirche der hl. Katharina, bei welcher sich ein Franziskanerkloster und Sitz des Vikariats der bosnischen Franziskaner befand. Papst Pius II. antwortete mit einer Bulle, die auf den 13. Dezember 1458 datiert ist. In diesem Rechtsakt erwähnte das katholische Oberhaupt die Kirche der hl. Katharina in Jajce und behauptete explizit, dass diese Kirche von der bosnischen Königin errichtet wurde, welche zu dieser Zeit noch Frau von Stjepan Tomaš war. Außerdem gewährte Pius II. in dieser Urkunde jedem Ablass, der zu Weihnachten, Ostern und weiteren Feiertagen dieser Kirche einen Besuch abstatten würde.
In dem oben genannten Testament vom 20. Mai 1478 wünschte sich die abgesetzte Königin, dass sich die „heiligen Mächte der franziskanischen Kirche der hl. Katharina in Jajce herablassen“ (svete moći predaju franjevačkoj crkvi sv. Katarine u Jajcu). Die aufgeführten päpstlichen Bullen und das Testament bezeugen die Existenz der Kirchen. Darüber hinaus ist dies auch eine Bestätigung, dass es sich um katholische Kirchen handelt.

## Familie
Katarina hatte zwei Brüder:
- Vlatko Hercegović Kosača

- Vladislav Hercegović Kosača

Der Vater Stjepan Vukčić Kosača heiratete 1455 Barbara, 1460 Cecilija, mit welcher er die Kinder Mara und Stjepan hatte.

## Stammliste

### Genealogie nach Schwennicke (direkte Linie)
1. Vuk (Wolf) aus dem Hause Kosača
2. Hranja Vuković (Kosača), Großvojvode (Großherzog) von Bosnien, Patarene (Pataria), 1378, ⚭ Anka, † nach 1410
3. Vukać Hranić, Knez (Fürst), 1404/20 erblicher Patrizier von Ragusa (Dubrovnik), 1423 Patrizier von Venedig, † VI. 1432, ⚭ Katarina Tasch (?)
4. Stefan Vuksić Kosača, Knez von Drina, Großvojvode des Bosnischen Reiches, Herr von Zahumlje und Primorje (Litorale), 1435/48 unter türkischer Oberherrschaft, 16. IX./17. X. 1448 Herceg od Svetoga Save (Dux Sancti Savae, Herzog vom Heiligen Sava), 1448 von Ungarn anerkannt, 1463 Herzegowina bis auf Narenta und Castelnuovo (Herceg Novi) an die Türken verloren, erblicher Patrizier von Ragusa, 1423/11. XI. 1455 Patrizier von Venedig, Patarene * 1405, † 22./23. V. 1466; I.⚭ XI./XII. 1424 Jelena Balša, r./k., 1451/53 verstoßen, dann versöhnt, † X. 1453, Tochter des Herzogs Balša (III) von Zeta; II.⚭ III. 1455 Varvara (Barbara), † VI. 1459, filia Ducis Payro (del Balzo); III.⚭ vor 1460 Cecilia, Deutsche aus Barlet, 1466 in die Heimat, † nach 1474
Tochter aus erster Ehe mit Jelena Balša:
5. Katarina (Kosača), Erbin des Königreichs Bosnien in partibus infidelium, * als Patarenin 1424, † (r./k.) Rom 25. X. 1478, ⚭ April 1448 Stefan Tomaž, 1443/1461 König von Bosnien (Kotromaniden, Kotromanići), † 10. VII. 1461
Katarinas Bruder Vlatko heiratete vor 2. III. 1455 N. von Cilli, Tochter des Grafen Friedrich von Cilli aus der Verbindung mit Veronika von Desenic.